# ソニア (犬)
ソニア（1997年9月6日 - 2013年9月16日）は、日本で飼育されていたラブラドール・レトリバー種のメス犬。飼い主の男性が死亡したのを境に、黒かった毛色が白く変化したことで知られる。

## 概要
1997年9月6日に誕生。翌10月26日、北海道で喫茶店を営む男性一家に購入され、インドの政治家ソニア・ガンディーにちなみ「ソニア」と命名される。
2002年秋、腹痛を訴えた男性が病院で検査を受けたところ肝臓癌を患っていることが発覚。12月手術を受けるが翌2003年2月になって癌が肺に転移していることが、さらに3月には悪性リンパ腫を発症していることが判明し、家族は医師から「夏の声が聞こえるか…?」と宣告を受けた。男性は6月に退院するが数日後に脳梗塞を発症して病院へ搬送され、8月に死亡した。
男性の死から7か月が過ぎた頃、妻はソニアの顔や耳の一部が白く変色していることに気付いた。白い部分は徐々に全身に広がり、やがてグレート・ピレニーズの血を引いているのかと尋ねられるほどに白くなった。

## 関連書籍
- 『ソニア 世界でただ一頭の白ラブ』葛西謦子・淵上サトリーノ、河出書房新社、2006年。ISBN 4-309-01795-9。
- 『白いソニア』淵上サトリーノ（作）・さわたりしげお（絵）、自由国民社、2006年。ISBN 4-426-87601-X。
- ジュリアン出版（編） 編『SONIA LOVE STORY 白くなった黒ラブ・ソニア』ジュリアン、2006年。ISBN 4-902584-20-4。
- 関連短編映画「SONIA」監督：渕上サトリーノ　美術監督：大嶋明英